# Antíoco de Siracusa
Antíoco de Siracusa (em grego clássico: Ἀντίοχος; romaniz.: Antíochos; em latim: Antiochus) foi um historiador grego que viveu por volta do ano de 420 a.C.. Desconhecem-se os detalhes da sua vida, mas sabe-se que tinha grande reputação entre os seus contemporâneos, visto que as suas obras eram muito precisas. Destas, restam apenas alguns fragmentos hoje em dia. Foi autor de uma História da Sicília em 9 livros que compreendia a história da ilha desde o reinado de Cócalo sobre os sicanos até 424 a.C.. Esta obra foi consultada e documentada por autores e historiadores famosos como Tucídides, Pausânias, Teodoreto de Ciro, Clemente de Alexandria e Diodoro Sículo. Antíoco escreveu também A Colonização da Itália, citada com frequência por Estrabão e Dionísio de Halicarnasso.